# طلای نازی
طلای نازی یا طلای دزدیده شده، به طلاهایی گفته می‌شود که نازی‌ها در زمان جنگ جهانی دوم به بانک‌های خارجی منتقل کردند. نازی‌ها دارایی‌های قربانیان خود را غارت می‌کردند تا بدین وسیله بتوانند مخارج جنگ را تأمین کنند، این اموال در انباری‌های مرکزی نگهداری می‌شدند. نازی‌ها گاهی در ازای ارسال طلا پول نقد دریافت می‌کردند، این امر با همکاری نهادهایی که به همدستی با دشمن (نازی‌ها) متهم شدند انجام می‌شد. هویت دقیق این نهادها و میزان دقیق انتقال طلا نامشخص است. محل نگهداری طلای نازی‌ها که در نهادهای بانکی اروپایی در سال ۱۹۴۵ ناپدید شد موضوع کتاب‌ها، نظریه‌های توطئه، و شکایت مدنی در سال ۲۰۰۰ از بانک واتیکان، و فرقه فرانسیسکن است.

## نحوه به‌دست آوردن طلا

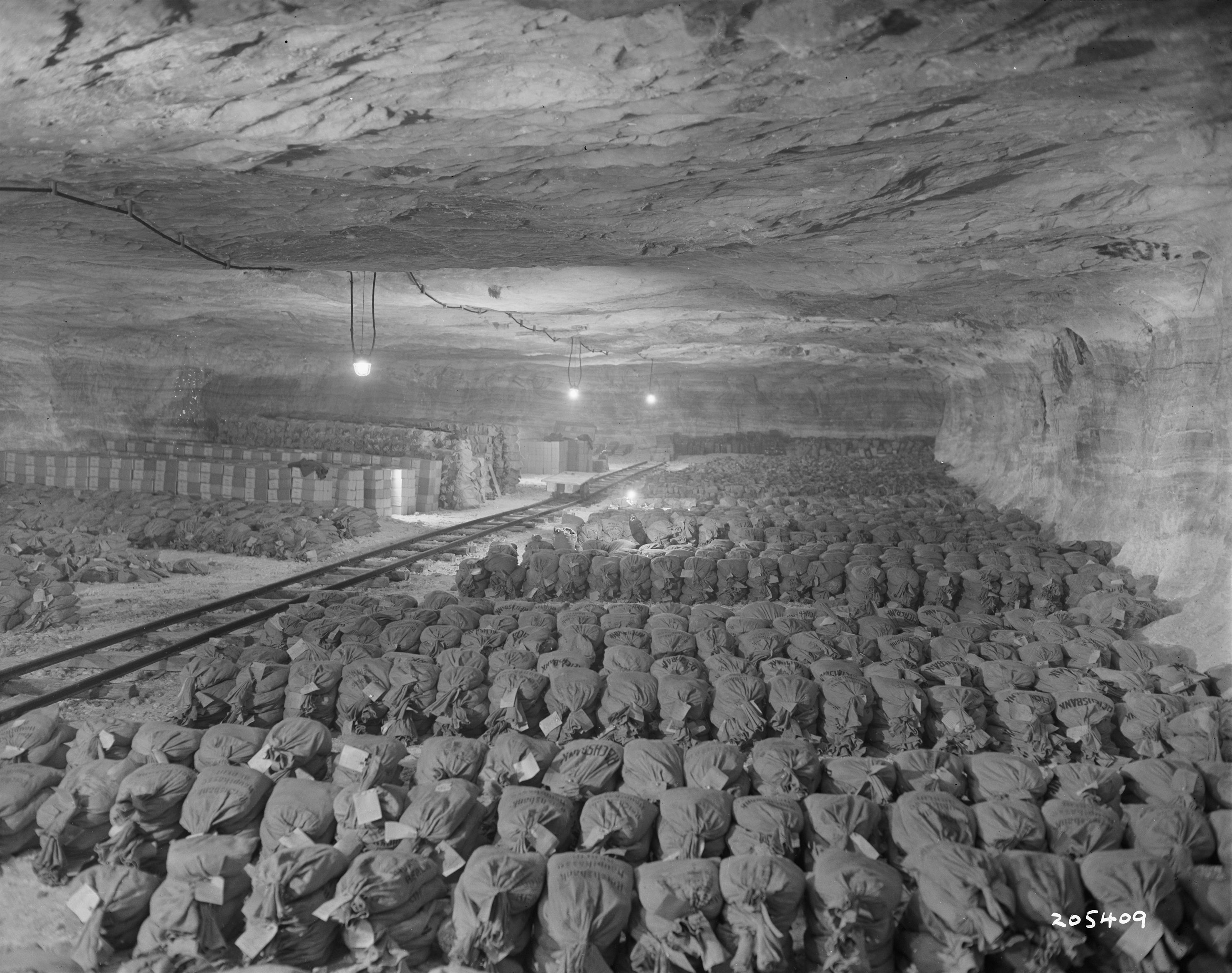
طلای نازی ذخیره شده در معدن نمک

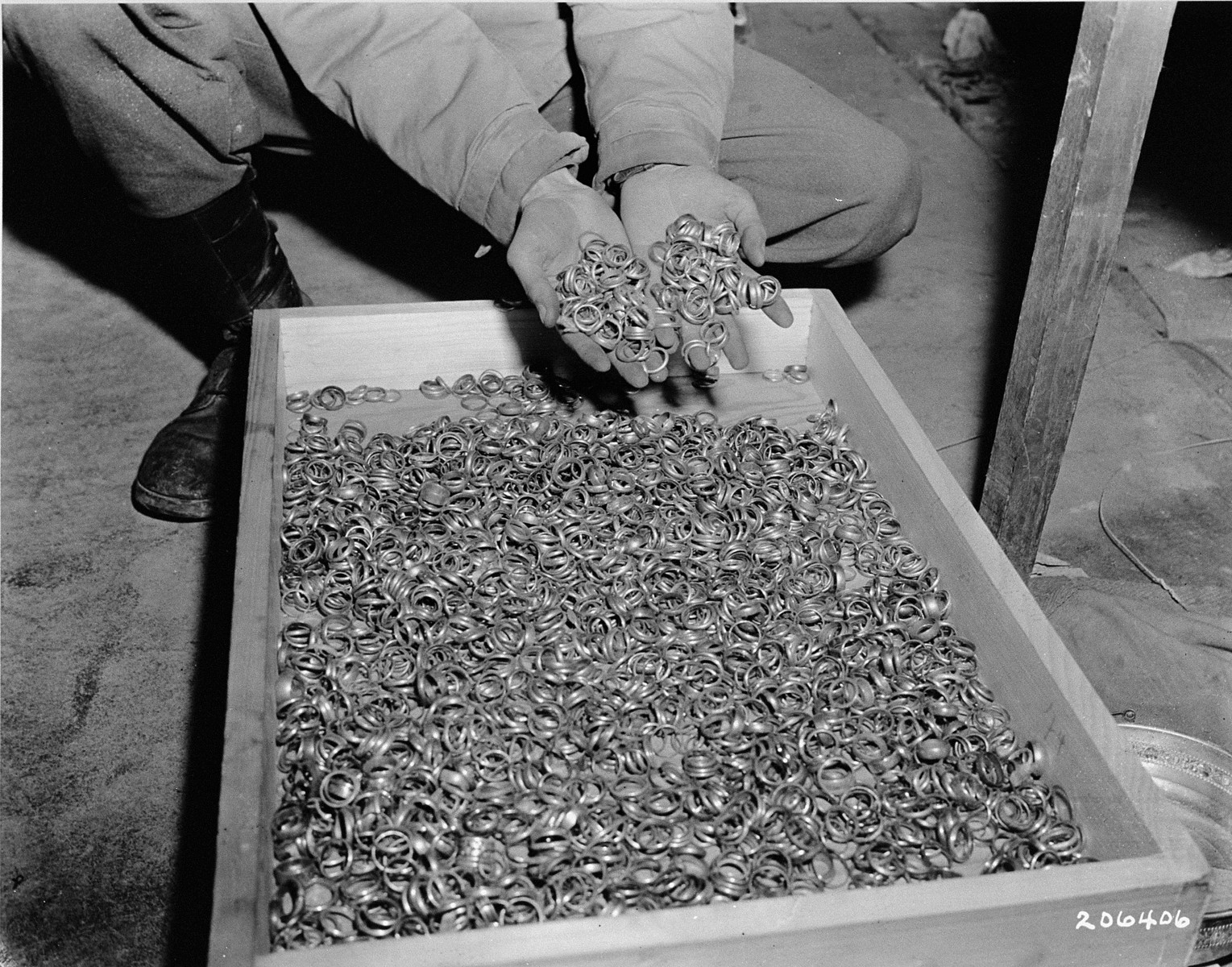
حلقه‌های طلا متعلق به قربانیان اردوگاه مرگ بوخن‌والد که توسط نازی‌ها دزدیده شد

اقتصاد نازی‌ها که بر خرید اسلحه تمرکز داشت به قطعات و ماشین آلاتی که از خارج وارد می‌کردند وابسته بود، در عین حال طلا و ارز آلمان نازی در حال اتمام بود. در اواخر دهه ۳۰ میلادی ذخیره ارزی نازی‌ها بسیار کم شده بود، در سال ۱۹۳۹ دادوستد پایاپای و اقتصاد دستوری در آلمان حاکم شده بود. برای جبران کمبود ارز و طلا، نازی‌ها به تاراج دارایی‌های اتریش، بخش‌های اشغال شده چک اسلواکی، و دانتزینگ روی آوردند. باور رایج این است که این سه منبع ذخیره طلای آلمان را تا سال ۱۹۳۹ به ارزش ۷۱ میلیون دلار رساند. برای پنهان کردن این درآمد، بانک رایش ذخایر خود را ۴۰ میلیون دلار اعلام کرد. در زمان جنگ ارتش نازی این کار را در مقیاسی بزرگتر ادامه داد. نازی‌ها از دولت‌های خارجی ۵۵۰ میلیون طلا اخاذی کردند که ۲۲۳ میلیون دلار آن از دولت بلژیک و ۱۹۳ میلیون آن از دولت هلند اخاذی شده بود. این مبلغ‌ها شامل طلاها و دیگر وسایل دزدیده شده از شهروندان و شرکت‌های خصوصی نمی‌شود. ارزش تمام اموال به سرقت رفته توسط آلمان نازی نامشخص است. یکی از منابع درآمد نازی‌ها، دارایی‌ها و اموال قربانیان اردوگاه‌های مرگ و کار اجباری بود. مواردی همچون حلقه‌های طلای ازدواج، ساعت‌های جیبی، جعبه سیگار، جواهرات و دندان‌های طلای آن‌ها به توسط نازی‌ها به سرقت می‌رفت. بقیه اموال قربانیان مانند خانه‌های آنها، نقاشی‌ها و آثار هنری، سهام بانکی و دیگر موارد مشابه قبل از رفتن آن‌ها به اردوگاه‌ها ضبط و نگهداری می‌شد. طلاهای جمع‌آوری شده به بانک رایش فرستاده می‌شدند تا ذوب شوند و به شمش تبدیل شوند. بیشتر این شمش‌های طلا در معدن‌های متروکه در آلمان نگهداری می‌شدند، مانند معدن مرکرز، که توسط نیروهای آمریکا در سال پایان جنگ جهانی دوم کشف شد. برخی دیگر از این اموال، مانند اموال شخصی قربانیان اردوگاه‌ها پس از آزادسازی آن‌ها در آن مکان‌ها کشف شدند.

## محل نگه داری طلا
محل نگهداری طلای نازی‌ها که در نهادهای بانکی اروپایی در سال ۱۹۴۵ ناپدید شد موضوع کتاب‌ها، نظریه‌های توطئه، و شکایت مدنی در سال ۲۰۰۰ از بانک واتیکان، و فرقه فرانسیسکن است. این شکایت مدنی راه به جایی نبرد. از نظر نازی‌ها بانک ملی سوییس، بزرگترین محل توزیع طلا در اروپا در زمان جنگ جهانی دوم، مکانی معقول برای نگهداری طلا به حساب می‌آمد. در زمان جنگ این بانک طلا به ارزش ۴۴۰ میلیون دلار را از نازی‌ها دریافت کرد که ۳۶۱ میلیون آن طلای دزدیده شده بود. همچنین، در طول جنگ جهانی دوم بالغ بر ۱ بیلیون یورو از طلای نازی‌ها و هزاران اثر هنری به سرقت‌رفته طی غارتگری نازی‌ها در معدن نمک نزدیک مرکرس-کیزلباخ نگهداری می‌گردید.

## واتیکان
در تاریخ ۲۱ اکتبر ۱۹۴۶، امرسن بیگلو مأمور خزانه داری آمریکا گزارشی فوق محرمانه به دولت آمریکا ارائه کرد، این گزارش به «گزارش بیگلو» معرفی شد. این گزارش که نهایتاً در سال ۱۹۹۷ در معرض دید همگان قرار گرفت، نشان می‌دهد که در سال ۱۹۴۵، واتیکان طلا به ارزش ۳۵۰ میلیون فرانک سوییس را ضبط کرده‌است، که ۱۵۰ میلیون فرانک سوییس آن توسط مقام‌های بریتانیایی در مرز اتریش-سوییس نگهداری می‌شود. این گزارش همچنین نشان می‌دهد که این طلاها در یکی از حساب‌های بانکی سری واتیکان در سوییس نگهداری می‌شود. این گزارش همچنین نشان می‌دهد که بیش از ۲۰۰ میلیون فرانک سوییس که بیشتر آن به شکل سکه‌های طلا است با کمک کشیش‌های کاتولیک و فرقه فرانسیسکن به واتیکان منتقل شده‌است. بانک واتیکان این اتهامات را رد می‌کند. سخنگوی واتیکان ژواکین ناوارو والز، در گفتگو با مجله تایم عنوان کرد گزارش بیگلو بی اساس و غیرواقعی است.

## پرتغال
در زمان جنگ، پرتغال که موضعی بی‌طرف داشت، یکی از مراکز تولید تنگستن و فروش آن به نیروهای متفقین و متحدان بود. تنگستن یک فلز مهم در ساخت اسلحه است، به خصوص برای ساخت گلوله و خمپاره. میزان قابل توجهی از تنگستنی که نازی‌ها خریداری کردند در ازای شمش‌های طلا بود که از دیگر کشورها و قربانیان اردوگاه‌ها دزدیده بودند. تخمین زده شده‌است که صد تن طلای نازی‌ها توسط بانک‌های سوییس پول‌شویی شده‌اند، و تنها چهار تن آن در پایان جنگ بازگشته است. پرتغال بعد از سوییس بزرگ‌ترین محل ذخیره طلای نازی‌ها بود.